# Macerio pucalan
Macerio pucalan là một loài nhện trong họ Miturgidae.
Loài này thuộc chi Macerio. Macerio pucalan được M. J. Ramírez miêu tả năm 1997.